# Waterloo (singel)
Waterloo – singel szwedzkiego zespołu ABBA z albumu Waterloo.
Jedna z najbardziej znanych piosenek zespołu ABBA. Została nagrana na potrzeby Melodifestivalen, krajowych eliminacji do Konkursu Piosenki Eurowizji, pod roboczym tytułem „Honey Pie”. Zespół był wtedy pod wpływem glam rocku. 9 lutego 1974 ABBA wygrała z nią w finale Melodifestivalen, a wygrana otworzyła im drogę na Eurowizję, którą także wygrali. Singel stał się pierwszym utworem grupy, który podbił brytyjską listę przebojów. Do piosenki nagrano również teledysk. 
 W 2005 utwór zajął pierwsze miejsce w plebiscycie na najlepszy utwór eurowizyjny, przeprowadzony w trakcie koncertu Gratulacje: 50 lat Konkursu Piosenki Eurowizji.

## Listy przebojów
| Lista przebojów (1974)        | Pozycja |
| ----------------------------- | ------- |
| Australian ARIA Singles Chart | 4       |
| Austrian Singles Chart        | 2       |
| Finnish Singles Chart         | 1       |
| UK Singles Chart              | 1       |
| Swiss Singles Chart           | 1       |
| Belgian Singles Chart         | 1       |
| Norwegian Singles Chart       | 1       |
| Canadian Singles Chart        | 7       |
| Springbok Radio               | 1       |
| U.S. Billboard Hot 100        | 6       |

## Oficjalne wersje
- "Waterloo" (English Version)
- "Waterloo" (French Version) – nagrana 18 kwietnia 1974 w Paryżu, Francja.
- "Waterloo" (German Version)
- "Waterloo" (Swedish Version)